# Haivana Nakya
Haivana Nakya es un lugar designado por el censo ubicado en el condado de Pima en el estado estadounidense de Arizona. En el Censo de 2010 tenía una población de 96 habitantes y una densidad poblacional de 19,92 personas por km².

## Geografía
Haivana Nakya se encuentra ubicado en las coordenadas 32°0′19″N 111°42′45″O / 32.00528, -111.71250. Según la Oficina del Censo de los Estados Unidos, Haivana Nakya tiene una superficie total de 4.82 km², de la cual 4.82 km² corresponden a tierra firme y (0%) 0 km² es agua.

## Demografía
Según el censo de 2010, había 96 personas residiendo en Haivana Nakya. La densidad de población era de 19,92 hab./km². De los 96 habitantes, Haivana Nakya estaba compuesto por el 0% blancos, el 0% eran afroamericanos, el 98.96% eran amerindios, el 0% eran asiáticos, el 0% eran isleños del Pacífico, el 0% eran de otras razas y el 1.04% pertenecían a dos o más razas. Del total de la población el 1.04% eran hispanos o latinos de cualquier raza.